# 鳳凰 (李弘)
鳳凰（370年八月—九月）是東晉太和年間四川地區民變首領李金銀、李弘自立的年号，共计2个月。《晋书·废帝纪》作九月反；《资治通鉴》作八月反，九月平。

## 紀年對照表
| 凤凰 | 元年  |
| ---- | ----- |
| 公元 | 370年 |
| 干支 | 庚午  |

## 同期存在的其他政权年号
- 中國
  - 太和（366年－371年）：東晉—晉廢帝司馬奕之年号
  - 升平（361年－372年）：前凉—張玄靚、張天錫尊奉之年号
  - 建熙（360年－370年）：前燕—慕容暐之年号
  - 建元（365年－385年）：前秦—苻坚之年号
  - 建国（338年－376年）：北魏—拓跋什翼犍之年号

## 参看
- 中國年號索引
- 其他时期使用凤凰的年号

## 深入閱讀
- 李崇智. . 北京: 中华书局. 2004年12月. ISBN 7101025129.
- 鄧洪波.  (pdf). 臺北: 國立臺灣大學東亞經典與文化研究計劃. 2005年3月  [2022-01-03]. ISBN 9789860005189. （原始内容存档于2007-08-25）.